# Калинкавичи
Калинкавичи (блр. Калінкавічы; рус. Калинковичи) град у југоисточном делу Републике Белорусије, административни центар Калинкавичког рејона Гомељске области. Једно је од најважнијих саобраћајних чворишта у Белорусији.
Према подацима за 2010. у граду је живело 38.400 становника.

## Географија
Град се налази у централом делу истоименог рејона и у централном делу Гомељске области недалеко од леве обале реке Припјат (на супрот града Мазира) на око 122 км источно од административног центра области Гомеља и на око 275 км југоисточно од главног града земље Минска.
Клима у граду и околини је умереноконтинентална, са јануарским просеком температура ваздуха од 6,2°C и јулским од 18,7°C. Просечна количина падавина на годишњем нивоу је 575 мм.

## Историја
У писаним изворима први пут се помиње 1560. као насеље Каљенкавичи у оквирима Мазирског повјата Минског војводства Велике Кнежевине Литваније. Средином XVIII века било је парохијски центар. 
Године 1882. у насељу је отворена железничка станица, а сами Калинкавичи постају важан трговачки и транспортни центар. 
Административни статус града Калинковичи имају од 1925. године, и већ 1939. ту је живело више од 10.000 људи. 
Услед нуклеарне хаварије у Чернобиљу 1986. подручје око града и сам град је загађено изразито високим концентрацијама радиоактивног зрачења. 
Територија града је 1998. спојена са околним руралним подручјем и формиран је јединствени Калинкавички рејон.

## Становништво
Према процени, у граду је 2012. живело 38.884 становника.
| 1979.  | 1989.  | 1999.  | 2009.  | 2012.  |
| ------ | ------ | ------ | ------ | ------ |
| 33.405 | 40.980 | 40.980 | 38.381 | 38.884 |

## Саобраћај
Калинкавичи су једно од најважнијих белоруских железничких чворишта одакле воде железничке линије ка Гомељу, Жлобину, Бресту и Овручу. Преко града пролазе и друмски правци М10 (Кобрин-Калинкавичи-Гомељ-Добруш) и Р31 (Бабрујск-Паричи-Азаричи-Калинкавичи-КПП Нова Рудња).

## Партнерски градови
- Саранск, Русија